# Brea Bennett
Brea Bennett, née le 7 février 1987 en Arizona, est une actrice américaine de films pornographiques.

## Biographie
Brea a grandi en Arizona, voulant être une chanteuse. D'abord elle étudia l'opéra, mais elle a depuis élargi son répertoire.
Après ses études secondaires, elle a travaillé comme conseillère en beauté, puis comme réceptionniste dans une agence immobilière.
Elle est surtout connue pour avoir gagné une émission de télé-réalité, un show de Jenna American, où elle a remporté un contrat exclusif avec Club Jenna Jameson studio.
Elle fut la Penthouse Pet de décembre 2013.
Brea Bennett a travaillé pour des studios tels que Brazzers, Girlfriends Films, Holly Randall, New Sensations, Penthouse, Reality Kings.

## Filmographie
- 2005 : Strap It on 3
- 2005 : Slut School
- 2005 : Women Seeking Women 19
- 2005 : Women Seeking Women 21
- 2005 : Girls in White
- 2006 : Barely Legal 55
- 2006 : Finger Licking Good 3
- 2006 : Watch Me Cum 2
- 2006 : Lesbian Training 2
- 2006 : South Beach Invasion
- 2006 : Fresh Femmes
- 2006 : Crowning Glory
- 2006 : Killer Desire
- 2006 : Brea's Prowl
- 2006 : Bangin' Brea
- 2006 : Bare-Skinned, Bound and Beautiful!
- 2006 : Girls in White: Part 2
- 2006 : Naked Heroines Bound for Trouble!
- 2006 : Bad Guys Tie Smart Girls!
- 2005-2006 : "Sex Games Vegas" (TV) ; Joy
- 2006 : Blacklight Beauty
- 2006 : Her First Lesbian Sex Vol. 9
- 2007 : Sophia's Private Lies
- 2007 : Brea Unfaithful
- 2007 : The Houseboat
- 2007 : Screen Dreams
- 2007 : Erotic Aftershock
- 2007 : Jenna Loves Justin Again
- 2007 : Meet Brea
- 2007 : Brea's Mirror Image
- 2007 : Lesbian Seductions: Older/Younger 17
- 2008 : Brea Bennett: Insatiable
- 2008 : Brea's Private Lies 2
- 2008 : Exposed: Jana Cova
- 2008 : Cock Grinder: Brea Bennett
- 2008 : Family Jewels
- 2008 : Thorn
- 2008 : Girls in White 5
- 2008 : Soloerotica 10
- 2008 : Women Seeking Women 43
- 2009 : Brea's Miami Fuck Party
- 2009 : No Man's Land: Girls in Love 2
- 2010 : Laughter Fills the Air
- 2010 : Submit to Captivity
- 2010 : Mallory's Bondage Ball
- 2010 : Lesbian PsychoDramas 2: The Land Ladies
- 2010 : A Brush with Laughter
- 2010 : Let Me Out!
- 2010 : Girlfriends 2
- 2010 : Lesbian PsychoDramas 3
- 2010 : Net Skirts 1.0
- 2010 : Women Seeking Women 65
- 2012 : The Four
- 2012 : Alektra Blue Is Cumming On Demand
- 2013 : Twisted Passions 9
- 2013 : Women Seeking Women 96
- 2013 : Women Seeking Women 97
- 2014 : Lez Be Friends
- 2014 : Hot Lesbian Love 2
- 2016 : Craving Her
- 2016 : Glamour Solos 6
- 2017 : Glamour Solos 7

## Récompenses et nominations
- 2007 AVN Award nominee – Best All-Girl Sex Scene, Video – Girls in White[7]
- 2008 AVN Award nominee – Best Tease Performance – My Plaything: Brea Bennett[8]